# Turistabot-jelvény

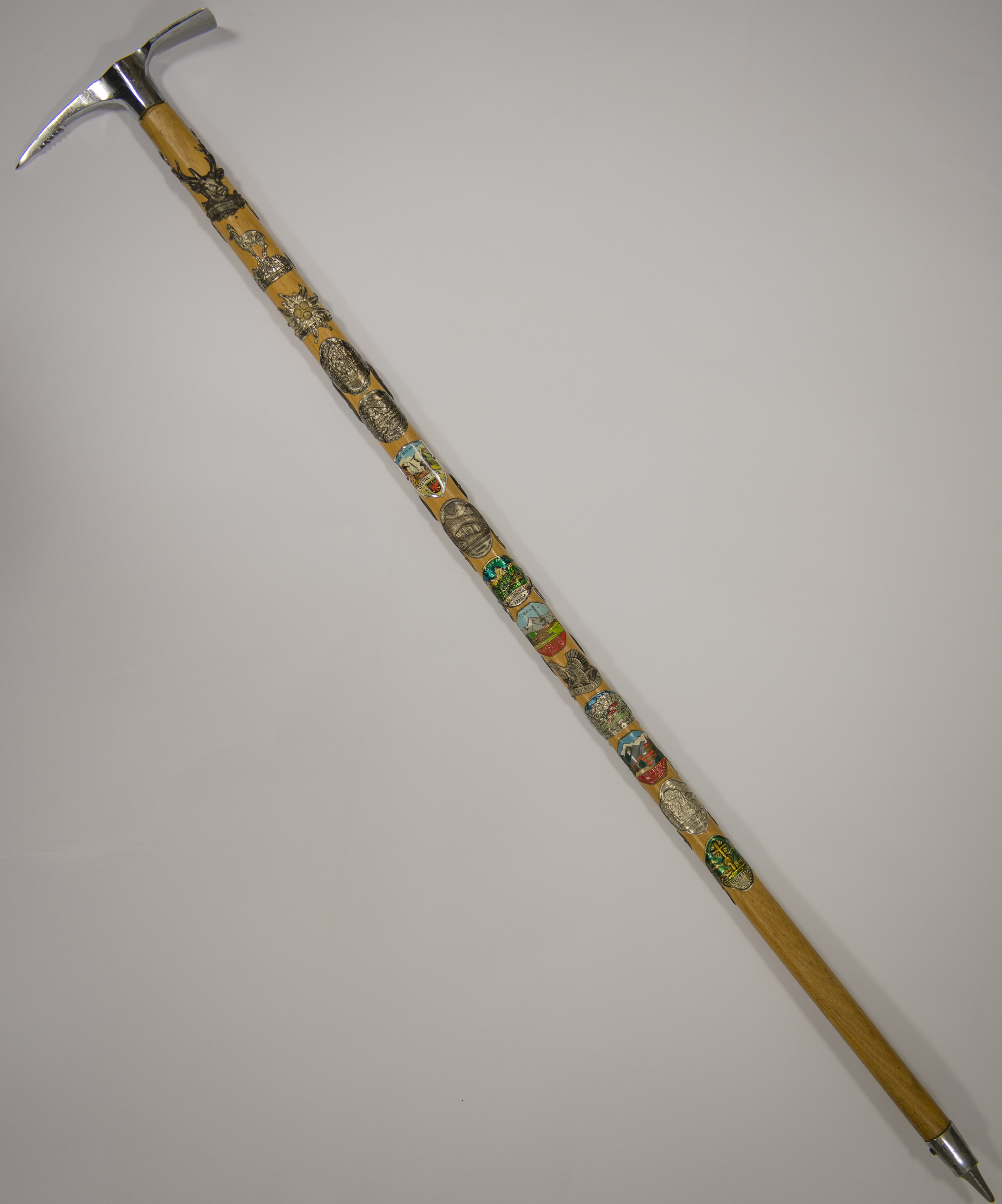
Bot jelvényekkel

A turistabot-jelvény mintegy három centiméter átmérőjű, helyi kiadású jelvény, amelyet kis szögekkel lehetett a turistabothoz rögzíteni. Ezek a jelvények Magyarországon a második világháború előtti időszakban nagyon elterjedtek voltak.
Az adott turistaállomáshoz kötődő jelvényt csak helyben lehetett megvásárolni, így a boton szereplő jelvények tanúsították, merre járt a bot, illetve a gazdája. A jelvények olcsó fémből készültek, de gyakran nagyon igényes kivitelezésűek voltak. Szerepelhetett rajtuk tervezőjük szignója is.
A régi jelvényeket ma is vásárolják a gyűjtők, illetve történt kísérlet a szokás felélesztésére is. Például elkészítette új jelvényét a kis Baranya vármegyei falu, Kisújbánya.